# Schwedische Badminton-Mannschaftsmeisterschaft 2011/12
Titelträger der Schwedischen Badminton-Mannschaftsmeisterschaft 2011/12 im Badminton und damit schwedischer Mannschaftsmeister wurde der Klub Fyrisfjädern, der sich in den Play-offs durchsetzen konnte. Die Liga trug in dieser Saison den Namen Elitserien.

## Vorrunde
| Platz | Team          | Punkte | Spiele | G  | U | V  | Spielpunkte |   |    | Sätze |   |     | Bälle |   |      |
| ----- | ------------- | ------ | ------ | -- | - | -- | ----------- | - | -- | ----- | - | --- | ----- | - | ---- |
| 1     | Malmö BK      | 37     | 14     | 13 | 0 | 1  | 71          | - | 27 | 149   | - | 76  | 4037  | - | 3483 |
| 2     | Fyrisfjädern  | 34     | 14     | 13 | 0 | 1  | 67          | - | 31 | 148   | - | 78  | 4013  | - | 3520 |
| 3     | Täby BMF      | 26     | 14     | 9  | 0 | 5  | 57          | - | 41 | 129   | - | 95  | 3871  | - | 3536 |
| 4     | Kista BMK     | 26     | 14     | 9  | 0 | 5  | 56          | - | 42 | 128   | - | 97  | 3899  | - | 3548 |
| 5     | BK Carlskrona | 16     | 14     | 3  | 0 | 11 | 43          | - | 55 | 98    | - | 122 | 3632  | - | 3880 |
| 6     | BMK Aura      | 13     | 14     | 4  | 0 | 10 | 41          | - | 57 | 98    | - | 129 | 3695  | - | 3973 |
| 7     | Skogås BK     | 11     | 14     | 3  | 0 | 11 | 34          | - | 64 | 81    | - | 135 | 3516  | - | 3916 |
| 8     | IFK Umeå      | 5      | 14     | 2  | 0 | 12 | 23          | - | 75 | 57    | - | 156 | 3226  | - | 4033 |

## Play-offs

### Viertelfinale
- Täby BMF – BMK Aura: 5-2, 5-2
- Kista BMK – BK Carlskrona: 5-2, 5-2

### Halbfinale
- Malmö BK – Kista BMK: 4-2, 4-2
- Fyrisfjädern – Täby BMF: 4-1, 4-0

### Finale
- Fyrisfjädern – Malmö BK: 4-3, 3-4, 4-0